# Jeremy James Kissner
Jeremy James Kissner (Minneapolis, 24 maart 1985) is een Amerikaans acteur.
Kissner begon in 1998 als jeugdacteur in de film Great Expectations, waarna hij nog verschillende rollen speelde in films en televisieseries. hij is vooral bekend van zijn rol als Eric in de televisieserie Flight 29 Down waar hij in 30 afleveringen speelde.

## Filmografie

### Films
- 2007 Brotherhood of Blood - als Derek
- 2007 Flight 29 Down: The Hotel Tango - als Eric
- 2004 Funky Monkey - als Nathan
- 2001 A.I.: Artificial Intelligence - als jongen
- 1999 A Dog of Flanders - als Nello
- 1998 Great Expectations - als Finnegan als 10-jarige

### Televisieseries
Uitgezonderd eenmalige gastrollen.
- 2005-2010 Flight 29 Down - als Eric - 30 afl.

- Biblioteca Nacional de España: XX1792534
- Bibliothèque nationale de France: cb141938162 (data)
- International Standard Name Identifier: 0000 0000 7826 0794
- Library of Congress Control Number: no2003005827
- Virtual International Authority File: 27277265
- WorldCat: E39PBJv8HqkJ4dJr4PGwCpxhpP